# Pholidota aidiolepis
Pholidota aidiolepis là một loài thực vật có hoa trong họ Lan. Loài này được Seidenf. & de Vogel miêu tả khoa học đầu tiên năm 1986.